# Kaljibrin
Kaljibrin (tiếng Ả Rập: كلجبرين) là một thị trấn ở phía bắc Syria, một phần hành chính của quận A'zaz của tỉnh Aleppo, nằm ở phía đông bắc của Aleppo. Các địa phương gần đó bao gồm Manaq ở phía tây, Kafr Kalbin và A'zaz ở phía tây bắc, Jarez ở phía đông bắc, Mare ' ở phía đông nam và Tell Rifaat ở phía tây nam. Theo Cục Thống kê Trung ương Syria, Kaljibrin có dân số 3.291 trong cuộc điều tra dân số năm 2004.